# Mustajärvi (sjö i Finland, Egentliga Finland, lat 60,60, long 21,63)
Mustajärvi är en sjö i Finland. Den ligger i Tövsala kommun i landskapet Egentliga Finland, i den sydvästra delen av landet, 190 km väster om huvudstaden Helsingfors. Mustajärvi ligger 24 meter över havet. Arean är 15,3 hektar och strandlinjen är 1,76 kilometer lång. Sjön  ingår i Skärgårdshavets kustområde, Åland.   I omgivningarna runt Mustajärvi växer i huvudsak barrskog.